# Eudendrium stratum
Eudendrium stratum är en nässeldjursart som beskrevs av Bonnevie 1898. Eudendrium stratum ingår i släktet Eudendrium och familjen Eudendriidae. Inga underarter finns listade i Catalogue of Life.